# جمال الجمال
جمال الجمال (عربی: جمال الجمال؛ زاده: ۳ آوریل ۱۹۵۷ - درگذشته: ۱ ژانویه ۲۰۱۴) سیاست‌مدار اهل فلسطین بود. او دیپلمات و سفیر این کشور در جمهوری چک از ۱۱ اکتبر ۲۰۱۳ تا زمان درگذشت بود.

## زندگی‌نامه
جمال الجمال در کمپ شتیلا؛ کمپ پناهندگان در بیروت به دنیا آمد و اصلیت خانوادگیش به «یافا» بر می‌گردد.

## درگذشت
طبق گفته پلیس جمهوری چک، جمال الجمال در اثر یک انفجار که در محل اقامتش در روز سال نو ۲۰۱۴ رخ داد، مجروح شد. او چند ساعت پس از ورود به بیمارستان درگذشت.